# Sîn-eribam
Sîn-irībam (écrit comme EN-ZU-i-ri-ba-am) est roi de Larse de 1842 à 1840 av. J.-C. Il règne pendant deux ans et peu d'inscriptions de lui sont trouvées. Il n'est pas le fils de son prédécesseur mais d'un Gaʼeš-rabi et il peut y avoir eu un interrègne de six mois au cours duquel on ne sait pas qui lui succède directement à sa mort. Il est le premier d'un ensemble de trois rois avec un court règne. Avec lui commence une période de confusion qui dure une décennie.
Il y a un fragment d'un poids en pierre d'un talent conservé à Yale et un sceau d'un de ses serviteurs à l'Oriental Institute de Chicago. De plus, il y a une autre empreinte de sceau à Yale qui porte son nom.
Son fils lui succède après un court interrègne.